# Кипкеевы
Кипкеевы (карач.-балк. Кипкелери) — карачаевский род. 

## Этимология слова "Кипке"
Слово "кипке" происходит от древне-тюркского слова «кепке», которое, и поныне, известно карачаевцам как «знамя», «флаг», «стяг».

## Ветви рода
В Карачаево-Черкессии (и других близлежащих регионах) ветви рода называют "атаулами". Самыми известными атаулами Кипкеевых являются:
- Къасмак (Къасмакълары);
- Тинкильди (Тинкильдилери);
- Къаншау (Къаншаулары);
- Гумай (Гумайлары);
- Чымыкъ (Чымыкълары);
- Нынгы (Нынгылары);
- Мадарлы (Мадарлылары);
- Бакку (Баккулары).

Также имеются другие атаулы, исконно Кипкеевские. Но стоит отметить, что некоторые бывшие крепостные роды Кипкеевых, после отмены крепостного права, взяли фамилию своих бывших хозяев и приписали себя к ним. Но все эти атаулы имеют говорящие названия.

## Религиозная деятельность
Кипкеевы как в прошлом, так и в настоящем, имеют просвещённых религиозных представителей. Многие из них и сейчас занимают религиозные должности, как имамов, так и устазов в мечетях. 
Ученики имама из ст. Сторожевой- Латифа Кипкеева часто получают призовые места. Также стоит отметить, что дед Кипкеева Латифа был имамом в ст. Сторожевой на протяжение около 20 лет. 
Представители Кипкеевых являются имамами в других местностях по сей день: аул Кызыл-Октябрь, аул Верхняя-Теберда, Хасаут-Греческий, Маруха и др.
Представитель рода Кипкеевых Имам Рамазан был инициатором волны мухаджирства в Османской империи, получил личную грамоту от Халифа Абдул-Хамида II фирман, поселил карачаевцев в лучших землях Турции под древним сельджукским городом Конья. Это поселение, именуемое Башхуюк, и поныне является самым большим карачаевским поселением за пределами Кавказа.

## Численность и расселение
Кипкеевы- одна из самых крупных и известных фамилий Карачая. Представителей рода Кипкеевых в КЧР насчитывается более 2660 человек (нач. 2008 года), а на конец 2016 года их количество превышает отметку в 3000 человек.
В 2008 году фамилия Кипкеевых заняла 20 место, по распространённости, среди порядка 300 других карачаевских фамилий.
Родовые поместья находятся в Дауте(кар.-бал. Дуут) и Учкулане, откуда впоследствии Кипкеевы и расселились на занимаемые ими сейчас земли.
Большая часть расселена в Зеленчукском районе, где данная фамилия является самой многочисленной (далее, по численности, следуют Батчаевы и Хубиевы и др.)
В Зеленчукском районе Кипкеевы живут преимущественно в:
- станице Сторожевой;
- станице Зеленчукской;
- станице Кардоникской;
- ауле Кызыл-Октябрь;
- селе Маруха;

а также в других населенных пунктах республики. Преимущественно в: Верхней-Теберде, Курорте-Теберде, Карачаевске, Черкесске, Преградной, а также малыми группами во всех карачаевских районах республики и за её пределами.